# Província de Saragossa
|  | Vegeu Saragossa per tenir un article sobre la ciutat. |

La província de Saragossa està ubicada al nord d'Espanya i en el centre de la comunitat autònoma d'Aragó. Limita amb les províncies de Lleida, Tarragona, Terol, Guadalajara, Sòria, La Rioja i Navarra. La ciutat de Saragossa és al mateix temps capital de la província de Saragossa i de l'Aragó.

## Geografia
La província de Saragossa abasta una superfície de 17.194 km². En 2019 la població era de 968 149 habitants i la densitat de població de 55,27 hab/km². La conformen 293 municipis i tres entitats locals menors.

## Comarques
| Nom                    | Capital                   |
| ---------------------- | ------------------------- |
| Aranda                 | Illueca                   |
| Baix Aragó - Casp      | Casp                      |
| Camp de Belchite       | Belchite                  |
| Camp de Borja          | Borja                     |
| Camp de Carinyena      | Carinyena                 |
| Camp de Daroca         | Daroca                    |
| Cinco Villas           | Eixea                     |
| Comarca Central        | Utebo                     |
| Comunitat de Calataiud | Calataiud                 |
| Ribera Alta de l'Ebre  | Alagón                    |
| Ribera Baixa de l'Ebre | Quinto                    |
| Tarassona i el Moncayo | Tarazona                  |
| Valdejalón             | L'Almunia de Donya Godina |

Les següents comarques amb capital a la província d'Osca comprenen alguns municipis de la província de Saragossa:
- Baix Cinca: Mequinensa.
- Foia d'Osca: Morillo de Galligo i Santa Eulàlia de Galligo.
- Jacetània: Artieda, Mianos, Salvatierra d'Esca i Sigüés.
- Monegres: L'Almolda, Bujaraloz, Farlete, Leciñena, Monegrillo i Perdiguera.

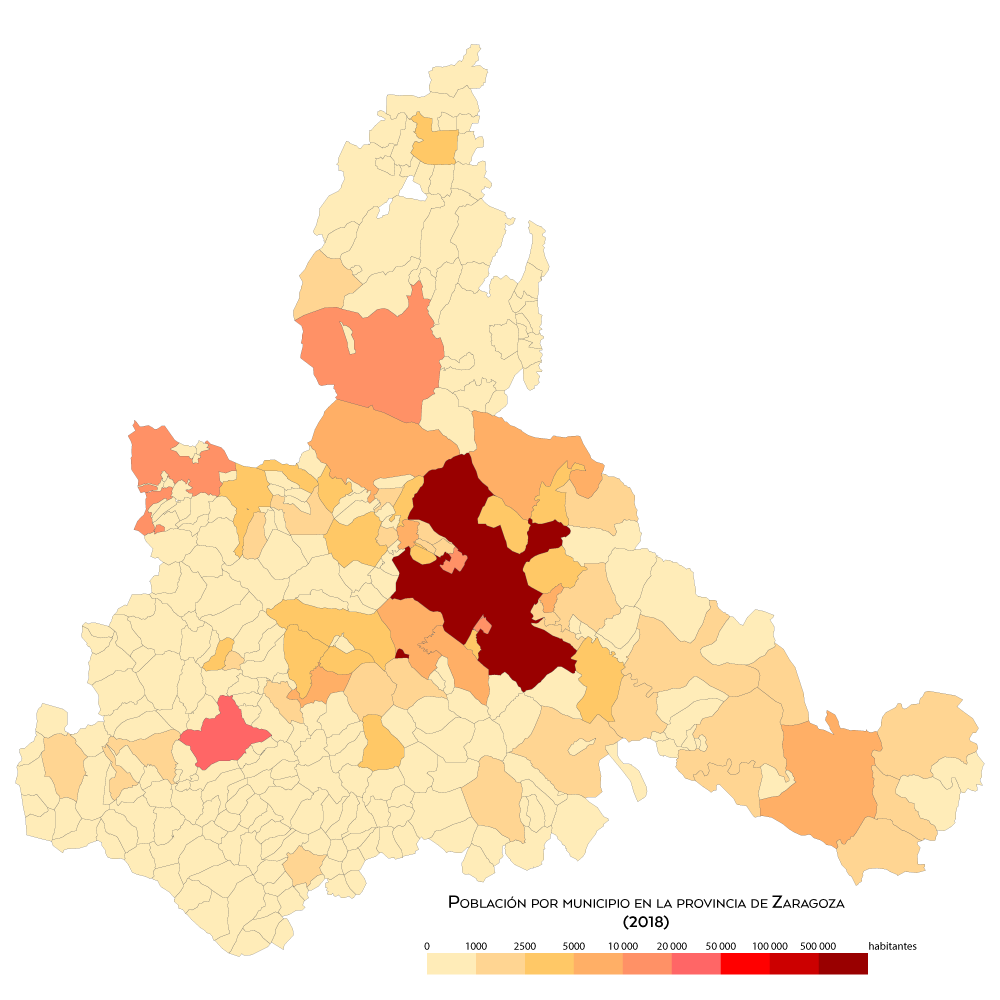
Població per municipi a la província de Saragossa (2018).
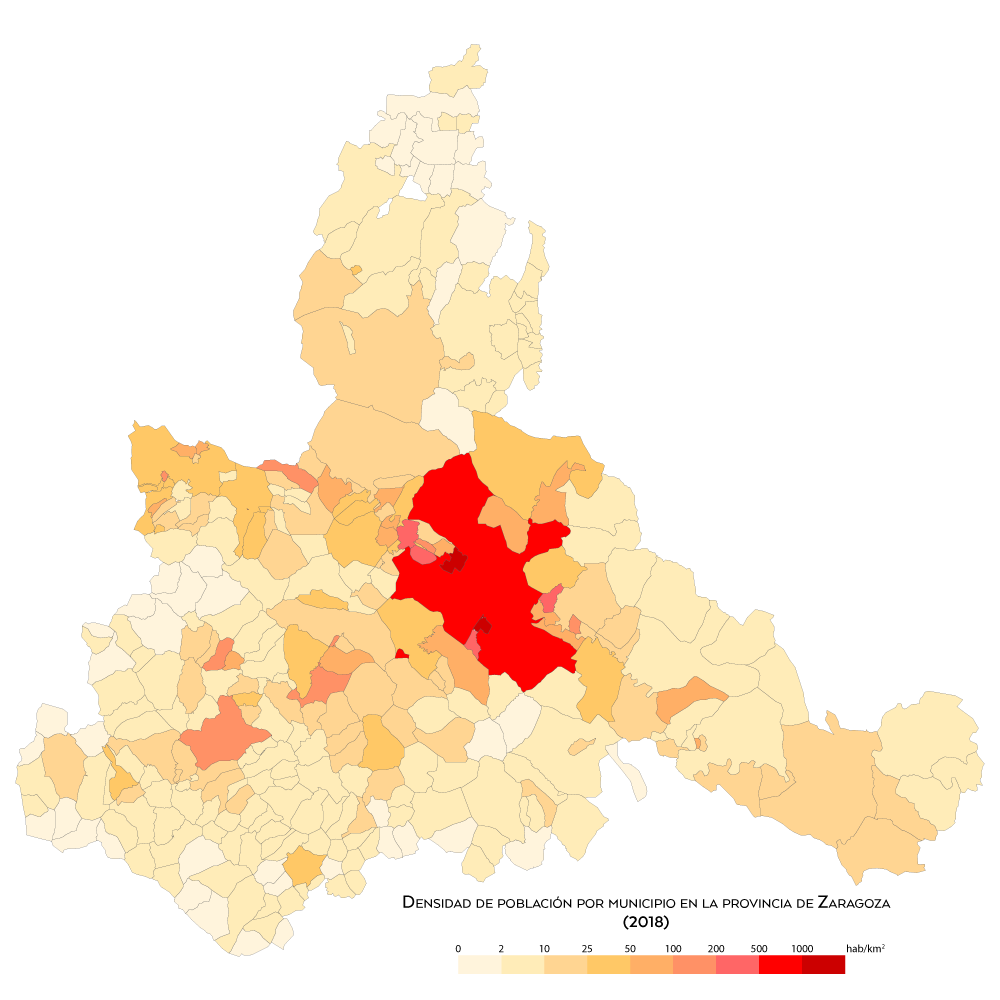
Densitat de població per municipi a la província de Saragossa (2018).
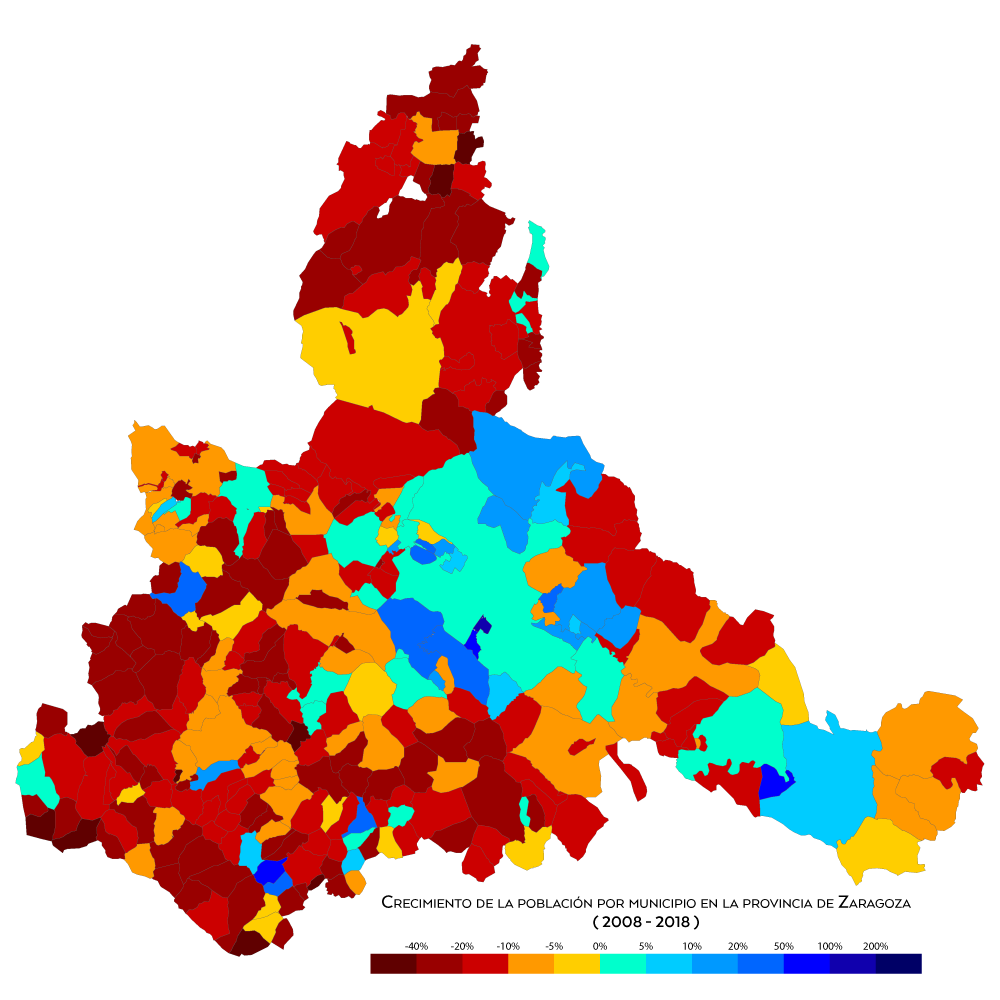
Creixement de població a la província de Saragossa (2018).

### Principals municipis per extensió
| Nom          | Extensió km² | Comarca                |
| ------------ | ------------ | ---------------------- |
| Saragossa    | 973,78       | Comarca Central        |
| Eixea        | 609,9        | Cinco Villas           |
| Casp         | 503,2        | Baix Aragó-Casp        |
| Tauste       | 405,2        | Cinco Villas           |
| Zuera        | 332,2        | Comarca Central        |
| Pina de Ebro | 309,2        | Ribera Baixa de l'Ebre |
| Luna         | 308,9        | Cinco Villas           |
| Mequinensa   | 307,2        | Baix Cinca             |
| Sástago      | 301,0        | Ribera Baixa de l'Ebre |
| Belchite     | 273,7        | Camp de Belchite       |

## Natura
El 16% de l'extensió total de la província de Saragossa correspon a terreny forestal, sent la quarta província i la major de les tres d'Aragó amb major massa forestal. El paisatge de la província és molt variable i està constituït per serres, barrancs i valls (a la zona del Baix Aragó, Baix Cinca i Mequinensa) a estreps muntanyosos al prepirineu, planes a les Cinc Viles o els plans que van des del Camp de Borja fins l'Almunia de Donya Godina. La zona que integra la Plana de Zaragoza, la Salada de Mediana, i els barrancs de Las Almunias, del Montañés, de Torrecilla i de La Concepción formen un bioma estepari.

### Aiguabarreig Ebre-Segre-Cinca

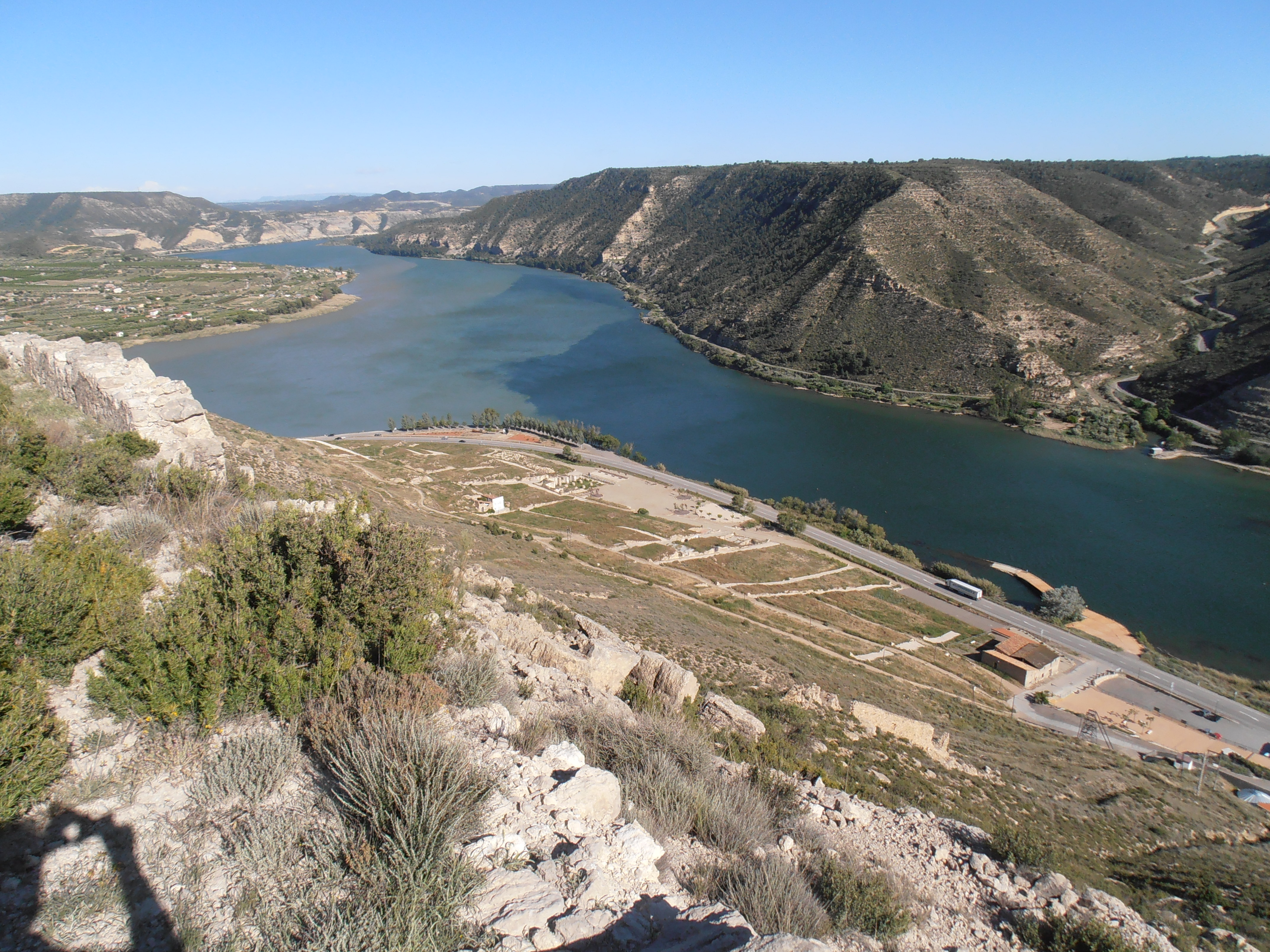
Aiguabarreig a Mequinensa

A Mequinensa se situa la confluència dels rius Segre, Cinca i Ebre, sent la major confluència fluvial de tot Europa. La zona, que es coneix amb el nom d'Aiguabarreig és un espai amb gran riquesa natural i una gran varietat d'ecosistemes que abasten des de les estepes mediterrànies a impenetrables boscos de ribera, convertint aquest espai en un paradís per a la biodiversitat. Territorialment, l'Aiguabarreig es troba al centre de la Depressió mitjana de l'Ebre. Limita a l'oest amb els Monegres, a l'est amb el Tossal de Montmeneu i Almatret a Catalunya i cap al sud amb la cua de l'embassament de Riba-roja. Aquest espai rep el nom de la paraula d'origen català que designa el lloc en el qual dos o més corrents d'aigües s'ajunten i formen una de sola. El Segre i el Cinca formen un primer Aiguabarreig entre les poblacions de la Granja d'Escarp, Massalcoreig i Torrent de Cinca, ia pocs quilòmetres convergeixen amb les aigües de l'Ebre, ja al terme municipal de Mequinensa, conformant la major confluència fluvial de tota la península ibèrica.
A l'Aiguabarreig de Mequinensa trobem centenars de metres d'amplada d'aigua amb nombroses illes fluvials i boscos de ribera, grans masses de canyissar, platges de còdols, gorgs i galachos. És un punt de confluència de la flora estepària provinent de la zona àrida de MonegrEs i de la flora mediterrània que puja per la vall de l'Ebre. Gràcies als aquestes característiques conviuen espècies d'ambients oposats. Les aus són el grup més nombrosos i abasten des colònies d'ardeids a tota mena de rapinyaires i aus pròpies d'ambients desèrtics. També poden trobar rèptils, amfibis i mamífers, destacant especialment ratpenats, cérvols, cabirols, llúdries i la presència cada vegada més abundant de cabres salvatges.

### Llacuna de Gallocanta

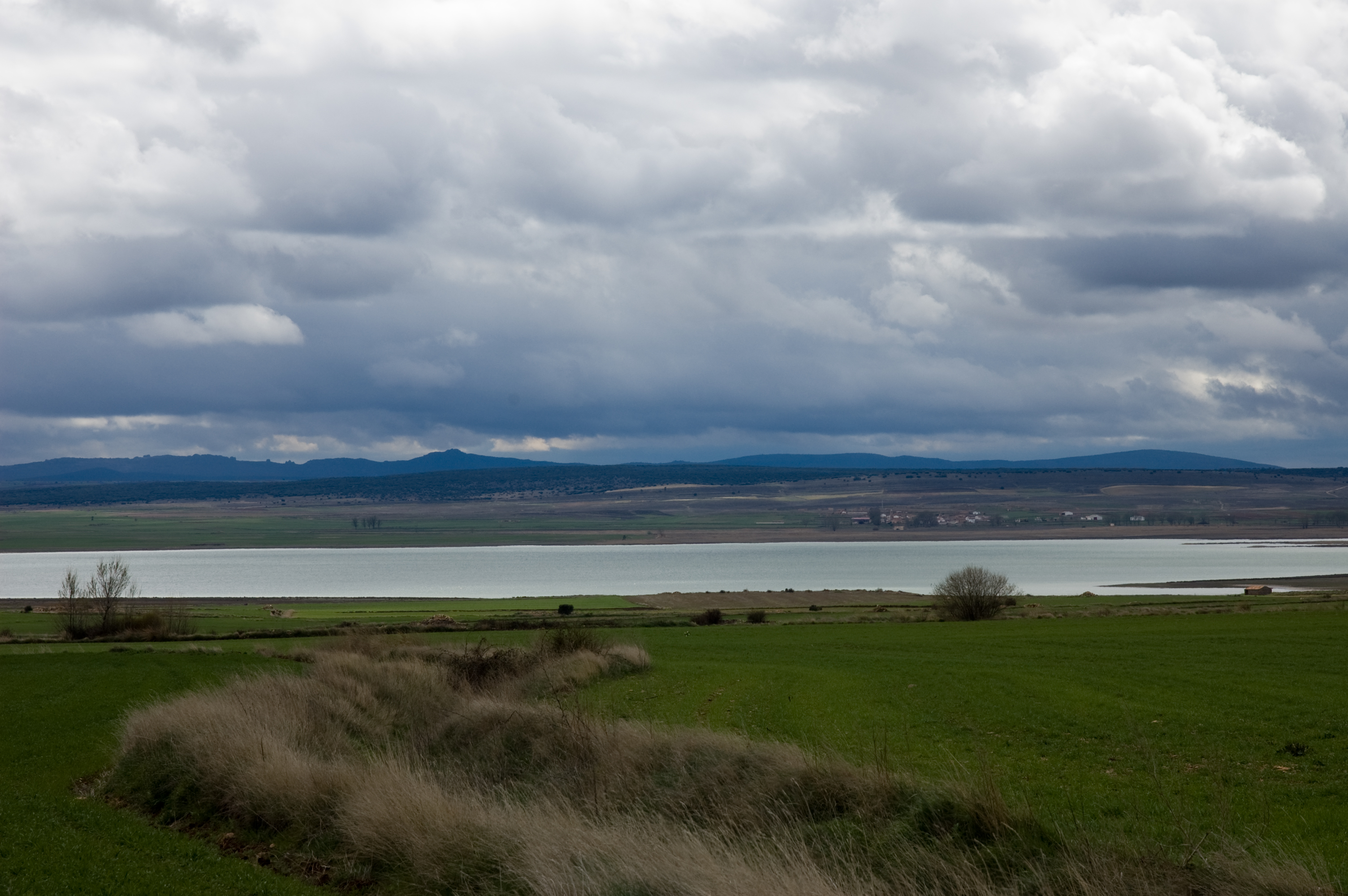
Llacuna de Gallocanta

La Llacuna de Gallocanta és considerada com Aiguamoll d'Importància Internacional (Conveni Ramsar) i Reserva Natural. Però és per sobre de tot el més gran aiguamoll salí de la península ibèrica i el millor conservat de l'Europa Occidental. A cavall entre les comarques de Daroca i Jiloca, sobre una altiplanice a gairebé mil metres d'altitud, les seves aigües ocupen el fons d'una conca endorreica, sense sortida cap a lleres fluvials. Les seves dimensions són aproximadament uns 7,5 quilòmetres de longitud per 2'5 quilòmetres d'amplada i la profunditat màxima en períodes d'inundació pot arribar a superar els dos metres.

## Història i patrimoni

### Prehistòria
Els diversos pobladors que han habitat la província de Saragossa han anat deixant els seus influxos ja des de la Prehistòria. A Casp es va trobar la destral de mà de Cauvaca de fa uns 100 000 anys. A la zona de Mequinensa s'han trobat i documentat tota la seqüència històrica des del Paleolític, Neolític o Edat del Bronze passant per diferents etapes de transició que es poden veure a les cabanes de Riols datades de fa uns 6000 anys o la necròpolis de la Mina Vallfera de fa uns 3200 anys aproximadament. Com a resultat de les excavacions dutes a terme en els anys 80 a Mequinensa es va trobar un important conjunt de ceràmiques impreses i llises, indústria lítica tallada en sílex i útils polits juntament amb molins de mà i elements d'adorn (braçalets i comptes de collaret) que es poden veure actualment a les sales de Prehistòria del Museu de Saragossa.
A Mequinensa també poden trobar-se evidències del Calcolític i de l'Edat del Bronze amb una important mostra d'art rupestre dispers en abrics i roques d'estil esquemàtic o abstracte declarats Patrimoni de la Humanitat per la UNESCO dins de l'Art Rupestre Llevantí (Serra dels Racons I, Barranc Cova Plana I i II ...). A aquestes expressions artístiques es sumen diversos conjunts de gravats prehistòrics amb motius llaurats en la superfície rocosa (Vallmajor IV, Mas de Fayonet, Vallperera ...). No obstant això, el conjunt arqueològic més representatiu de Mequinensa i de tota la vall de l'Ebre és el dels Castellets. El conjunt arqueològic, el jaciment més representatiu de la cultura de Camps d'Urnes, està format per un poblat amb muralla i fossat, una necròpolis tumular d'incineració i una gran necròpolis tumular d'inhumació i incineració, amb materials datats des del bronze mitjà fins ben entrada la cultura ibèrica (entre el 1500 i el 500 a. C.). L'existència de tots dos ritus funeraris alhora el converteix en un jaciment únic a tota la conca de l'Ebre que encara no ha pogut ser excavat a fons. A l'Edat de Ferro continuen ocupant poblats i necròpolis com els jaciments dels Brunos i el cabezo de Monleón a Casp o el Roquizal a Fabara.

### Època Romana
Amb l'arribada dels romans (200 a. C.) s'inicia la romanització de les tribus indígenes i la creació de noves ciudadees romanes com la Colònia Iulia Victrix Celsa (actual Velilla d'Ebre) o Caesaraugusta, Municipium Augusta Bíbilis o La Malena (Azuara). La província acull un important patrimoni romà que es pot visitar avui dia com Els Bañales a Uncastillo o el Mausoleu de Lucio Emilio Lupo a Fabara.

### Època musulmana

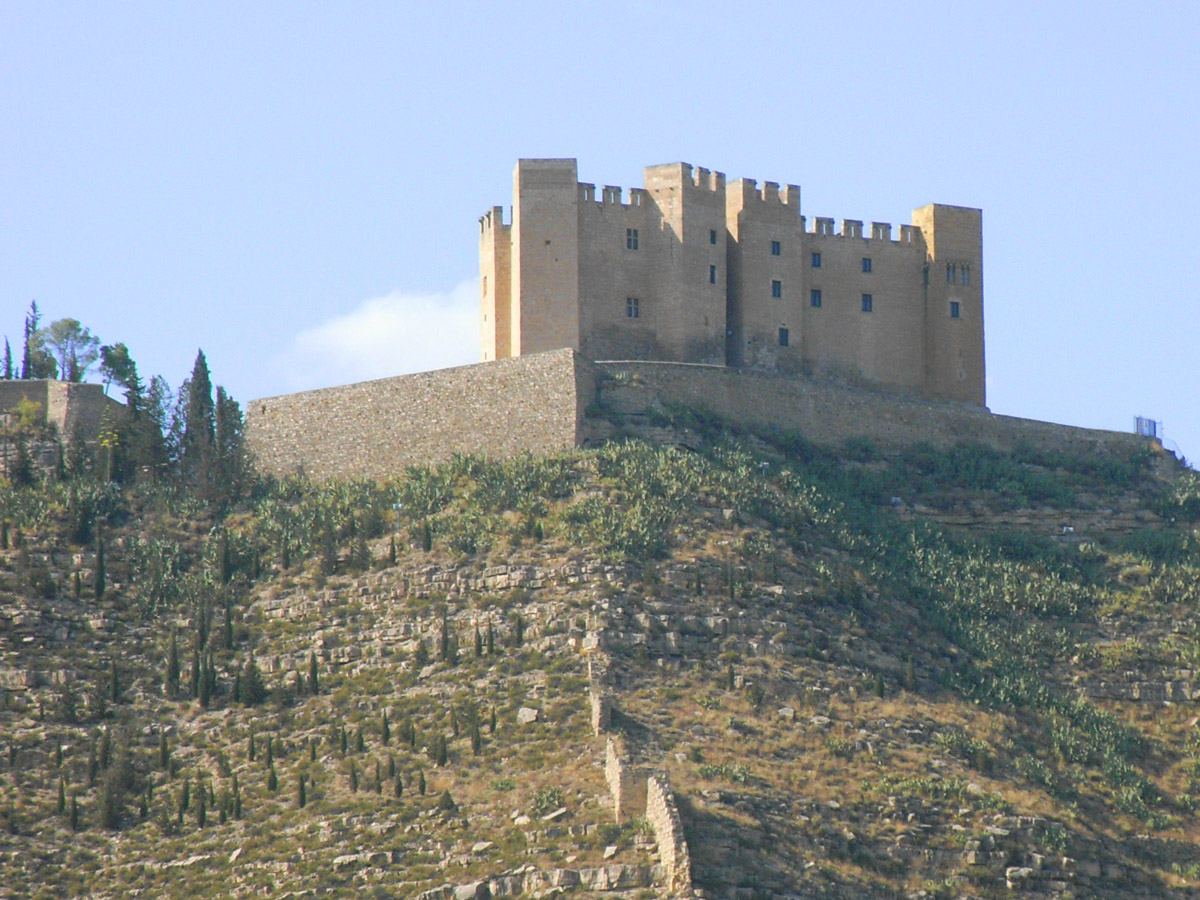
Castell de Mequinensa

Durant l'època de dominació musulmana, les antigues ciutats es van reconvertir i es van crear noves assentaments amb castells defensius i recintes fortificats. Destaca per exemple el Conjunt Fortificado Islàmic a Calataiud o la creació de noves poblacions com Miknasa a el-Zaytun (Mequinensa) o Hawara (Fabara) a partir de tribus nòmades arribades des d'Àfrica.

### Edat Mitjana
Durant l'Edat Mitjana, a mesura que l'islam retrocedia a causa de la Reconquesta, els cristians colonitzen els nous territoris. Sorgeixen els monestirs cistercencs com el de Veruela o el de Pedra així com nombrosos castells i construccions medievals defensives. Alguns d'aquests castells com el d'Uncastillo o el de Mequinensa són autèntics exemples d'obres d'enginyeria que van quedar llegades a la Corona d'Aragó. Destaca en aquesta època també la pervivència de l'art mudèjar a campanars i cimboris. Aquesta arquitectura va ser declarada per la UNESCO Patrimoni de la Humanitat el 2001.

## Cultura

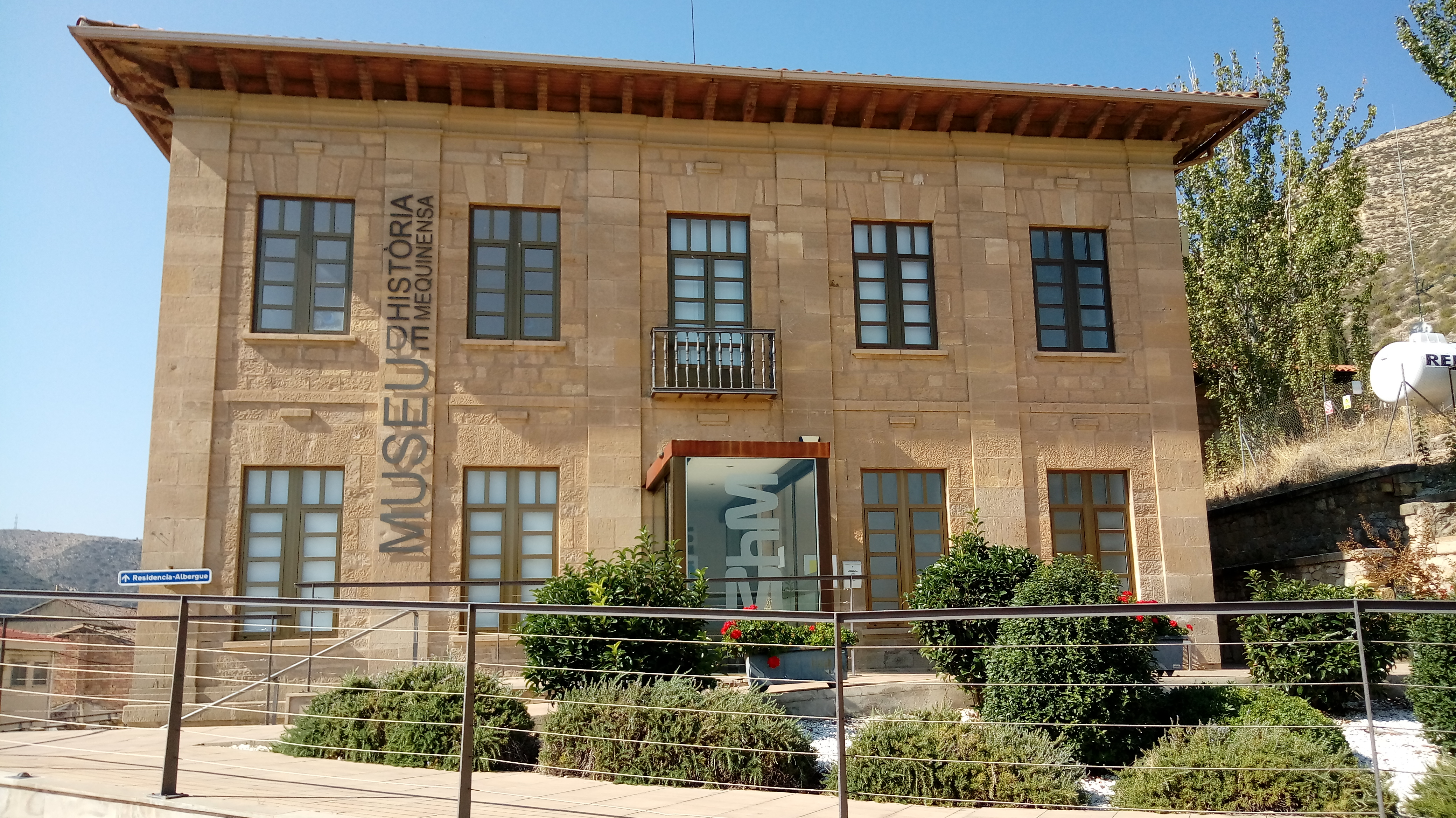
Museu de la Història de Mequinensa

La província de Saragossa compta amb una molt diversa i rica quantitat d'espais expositius, centres d'interpretació i museus concebuts per salvaguardar el patriomoni cultural de la província. Molts d'ells destaquen les seves col·leccions en diferents èpoques o àrees específiques ressaltat el seu valor històric i cultural.

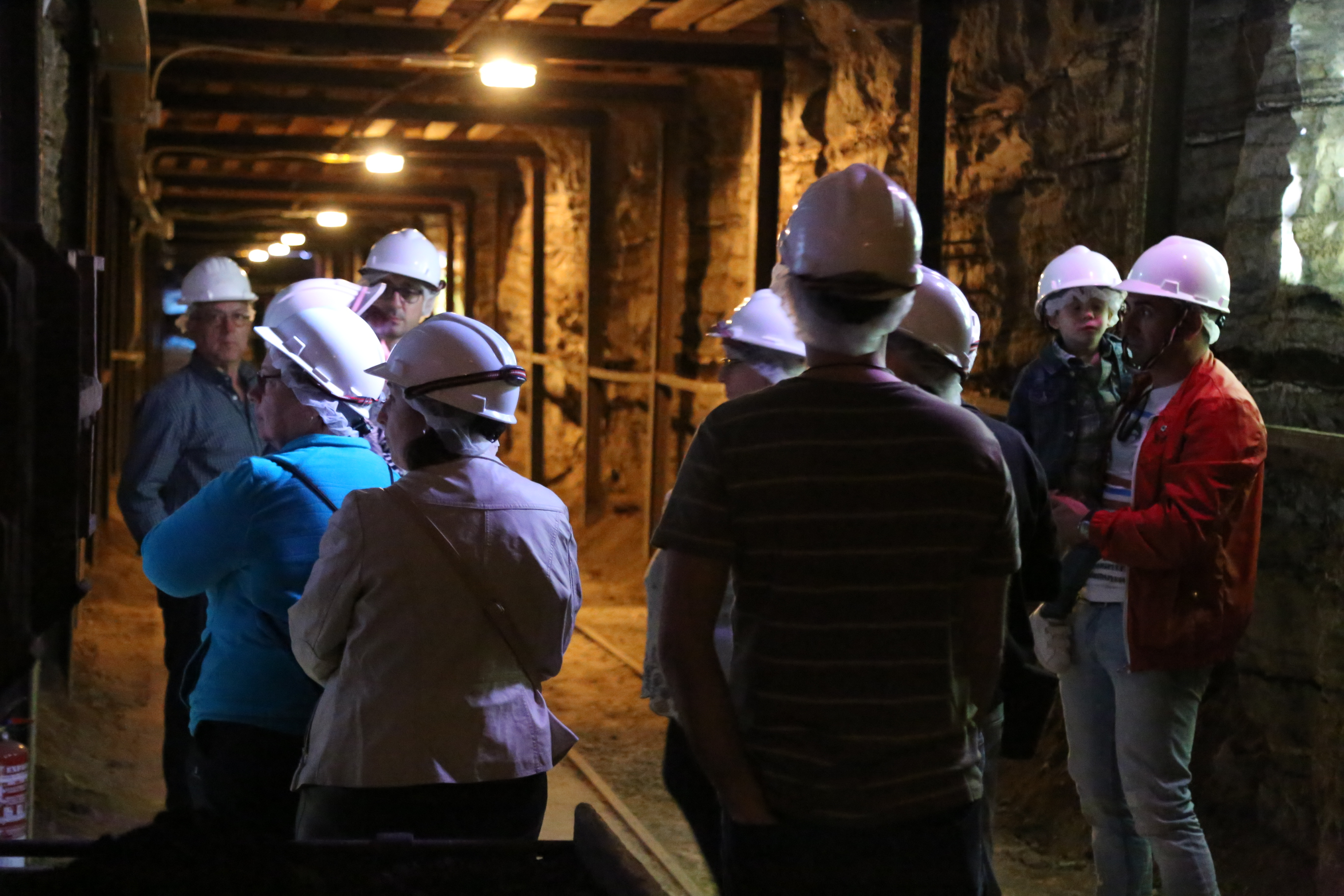
Museu de la Mina de Mequinensa.

### Museus
- Museu del Gravat de Fuendetodos: situat a la Casa Natal de Goya a Fuendetodos mostra estris i mobles d'estil aragonès així com reproduccions d'obres i diversa documentació relacionada amb el pintor Francisco de Goya.
- Museus de Mequinensa: són tres espais museístics conformats pel Museu de la Mina, el Museu de la Història de Mequinensa i el Museu del Passat Prehistòric. El Museu de la Mina és un dels pocs museus miners de l'món que compten amb una galeria minera real de més de 1000 metres de recorregut interior completament adaptats per a la visita que recull més de 150 anys d'història i patrimoni miner a la conca carbonífera de Mequinensa. El Museu de la Història i el Museu del Passat Prehistòric estan destinats a explicar la mil·lenària història de la vila i especialment del Poble Vell de Mequinensa, desaparegut i derribat sota el riu Ebre després de la construcció de l'embassament de Riba-roja. La seva ubicació actual són l'antic Grup Escolar Maria Quintana construït el 1927, únic edifici en peu de l'antiga població que havia albergat les escoles.
- Museu Etnològic de Belchite: recull totes les formes de vida i de producció agrícoles tradicionals fins ben avançat el segle XX a la zona central d'Aragó.
- Museu del Calçat de Brea d'Aragó: és un espai dedicat a la història, les tradicions i la cultura de Brea i la Comarca de l'Aranda des del punt de vista de l'artesania i la indústria del calçat.

#### Centres d'interpretació
- Centre d'Interpretació d'Añón: ofereix informació sobre usos tradicionals dels habitants dels municipis de l'Moncayo, fruit dels quals avui gaudim d'un espectacular paisatge.
- Centre d'Interpretació d'Art Religiós del Prepirineu d'Uncastillo: ubicat a l'interior de l'església romànica de sant Martí de Tours (s. XII) a Uncastillo, ofereix una visió del patrimoni artístic religiós que posseeix el Prepirineu Aragonès.

##### Altres espais expositius
- Casa del Colon del Bayo
- Sala d'Exposició Església de Sant Antón de Tauste
- Sala d'Exposicions La Central de Muel
- Sala d'Exposicions Miguel Ibarz de Mequinensa

## Climatografía
El clima de les poblacions de la província de Saragossa és de tipus continental amb importants rius a l'hivern i estius molt calorosos. La pluviometria és irregular i escassa. El vent dominant a la zona és el cerç, que en algunes poblacions de la Vall de l'Ebre pot superar els més de 100 quilòmetres per hora.

## Gastronomia
La província de Saragossa basa la seva gastronomia en les fruites i verdures de les hortes així com en el ternasco i la caça. Un dels productes imprescindibles són els acreditats olis d'oliva de fama internacional. Algunes poblacions conserven aquesta tradició des de l'època musulmana, com a Mequinensa que en àrab era coneguda com Miknasa a el-Zaytun (Mequinensa "la de les oliveres"). També gaudeixen de reconegut prestigi els vins de les denominacions Camp de Cariñena, Camp de Borja i Comunitat de Calataiud.